# رمث أسود
نبات الغضا أو الغضى أو الرمث الأسود (بالإنجليزية: Haloxylon ammodendron)‏ نوع نباتي يتبع جنس الرمث من الفصيلة القطيفية.

## التسمية
الغضا جمع ومفردها غضاة، شجرة صحراوية يصل ارتفاعها من متر إلى ثلاثة أمتار، ولها قاعدة خشبية سميكة وجذور عميقة وساق قائمة وأفرع نحيفة صغيرة الحجم والفروع الطرفية تتدلّى أحيانًا.
أوراق شجرة الغضا غالباً غير ظاهرة وتبدو الساق عارية أسطوانية، والأزهار عديمة الرائحة وتظهر في آخر الصيف.

## الموطن الجغرافي
يمتد التوزيع الجغرافي لأشجار الغضا ليشمل عدة دول في غرب ووسط آسيا في شمال أفريقيا وتعتبر المنطقة العربية من أهم المناطق التي ينتشر فيها هذا النبات .

## مزايا وفوائد الغضا
يستخدم نبات الغضا في كثير من الدول لأغراض إعادة تأهيل المراعي وتشجير جوانب الطرق الصحراوية، كما أنه يدخل في صناعة الأثاث والورق والأصباغ. ويعتبر خشب الغضا المصدر الرئيس للحطب والوقود في البيئات التي ينتشر فيها، نظرا لصلابته حيث ينتج عن احتراقه كمية حرارة عالية ومدة احتراق طويلة. أما أوراقه فهي تشكل غذاءً جيداً للكثير من الحيوانات الصحراوية البرية وغير البرية مثل الجمال والماعز والمها العربي وغيرها. أما بيئيًا فيلعب نبات الغضا دوراً كبيرًا ومهماً كعنصر نباتي في تثبيت الكثبان الرملية ومنع انجراف التربة، ويعمل كمصد للرياح ويتحمل اصطدام ذرات الرمل وتراكمها على الأغصان، وله القدرة على تكوين الكدوات أو النبكات الرملية حوله نتيجة اصطدامه بالرياح المحملة بالرواسب.
ويعيش الغضا في الترب والكثبان الرملية الثابتة والمتحركة في الصحاري الجافة التي يقل معدل الأمطار فيها عن 50 مم سنويا. يفضل هذا النبات التربة الرملية عادة، ويتميز الغضا بتحمله لدرجات حموضة التربة المختلفة، كما أنه متحمل جيد للملوحة والجفاف، كما يمتاز بجذوره الطويلة والقوية والتي تمتد إلى عشرات الأمتار لتصل إلى الماء.
تكمن أهمية وجود هذا النبات بتجميع الرواسب والعناصر الغذائية والماء وبذور النباتات الحولية وحفظها من البيئة القاسية المجاورة. بالإضافة إلى ذلك فقد شكل نبات الغضا ملاذاً آمنا للعديد من الأنواع النباتية والحيوانية مما ساعد على حفظ التنوع الحيوي في تلك البيئات .

## عمر النبات
شجرة الغضا شجرة معمرة يمكن أن تعمر لفترة قد تصل إلى سبعين عاماً ولكنها بطيئة النمو وتستغرق وقتاً طويلاً حتى تكبر .